# Christian Rivers
Christian Rivers (Wellington, 1974) è un effettista, regista e designer neozelandese.

## Biografia
Rivers conosce Peter Jackson all'età di diciassette anni e copre il ruolo di storyboard artist per tutti i film diretti da Jackson da Splatters - Gli schizzacervelli in poi, partecipando anche con dei camei nei film Il Signore degli Anelli - Il ritorno del re e King Kong.
Nel 2006 vince l'Oscar per i miglior effetti speciali grazie al suo lavoro in King Kong.
Debutta come regista nel 2018 dirigendo il film Macchine mortali.

## Filmografia parziale

### Regista
- Feeder (2015) - cortometraggio
- Feeder, episodio di Minutes Past Midnight (2016)
- Macchine mortali (Mortal Engines) (2018)

#### Regista di seconda unità
- Il drago invisibile (Pete's Dragon), regia di David Lowery (2016)

#### Aiuto regia
- Lo Hobbit - La desolazione di Smaug (The Hobbit: The Desolation of Smaug), regia di Peter Jackson (2013)
- Lo Hobbit - La battaglia delle cinque armate (The Hobbit: The Battle of the Five Armies), regia di Peter Jackson (2014)

### Storyboard artist
- Splatters - Gli schizzacervelli (Braindead), regia di Peter Jackson (1992)
- Creature del cielo (Heavenly Creatures), regia di Peter Jackson (1994)
- Sospesi nel tempo (The Frighteners), regia di Peter Jackson (1996)
- Feeder, regia di Christian Rivers (2015) - cortometraggio

### Effetti speciali
- Hercules e il regno perduto (Hercules and the Lost Kingdom), regia di Harley Cokeliss (1994)
- Contact, regia di Robert Zemeckis (1997)
- Il Signore degli Anelli - La Compagnia dell'Anello (Lord of the Rings: The Fellowship of the Ring), regia di Peter Jackson (2001)
- Il Signore degli Anelli - Le due torri (The Lord of the Rings: The Two Towers), regia di Peter Jackson (2002)
- Il Signore degli Anelli - Il ritorno del re (The Lord of the Rings: The Return of the King), regia di Peter Jackson (2003)
- King Kong, regia di Peter Jackson (2005)
- Le cronache di Narnia - Il leone, la strega e l'armadio (The Chronicles of Narnia: The Lion, the Witch and the Wardrobe), regia di Andrew Adamson (2005)
- The Water Horse - La leggenda degli abissi (The Water Horse: Legend of the Deep), regia di Jay Russell (2007)
- Diagnosis: Death, regia di Jason Stutter (2009)
- Amabili resti (The Lovely Bones), regia di Peter Jackson (2009)
- The Warrior's Way, regia di Sngmoo Lee (2010)
- Lo Hobbit - Un viaggio inaspettato (The Hobbit: An Unexpected Journey), regia di Peter Jackson (2012)

### Attore
- Il Signore degli Anelli - Il ritorno del re (The Lord of the Rings: The Return of the King), regia di Peter Jackson (2003) - non accreditato
- King Kong, regia di Peter Jackson (2005) - non accreditato

### Aiuto scenografo
- Lo Hobbit - Un viaggio inaspettato (The Hobbit: An Unexpected Journey), regia di Peter Jackson (2012)

### Montatore del suono
- Caboose, regia di Richard Roy (1996)

## Riconoscimenti
- 2006 – Premio Oscar
  - Migliori effetti speciali per King Kong
- 2006 – British Academy Film Awards
  - Migliori effetti speciali per King Kong
- 2006 – Saturn Award
  - Migliori effetti speciali per King Kong
- 2006 – Gold Derby Awards
  - Migliori effetti speciali per King Kong
- 2006 – Online Film & Television Association
  - Migliori effetti speciali per King Kong
- 2005 – St. Louis Gateway Film Critics Association Awards
  - Miglior fotografia o effetti speciali per King Kong
- 2003 – Visual Effects Society
  - Best Effects Art Direction in a Motion Picture per Il Signore degli Anelli - Le due torri
- 2006 – Visual Effects Society
  - Outstanding Visual Effects in an Effects Driven Motion Picture per King Kong
  - Outstanding Performance by an Animated Character in a Live Action Motion Picture per King Kong
- 2013 – Visual Effects Society
  - Outstanding Virtual Cinematography in a Live Action Feature Motion Picture per Lo Hobbit - Un viaggio inaspettato
- 2014 – Visual Effects Society
  - Outstanding Virtual Cinematography in a Live Action Feature Motion Picture per Lo Hobbit - La desolazione di Smaug